# Kreis Preußisch Eylau

Der Kreis Preußisch Eylau in den Grenzen von 1819 bis 1945

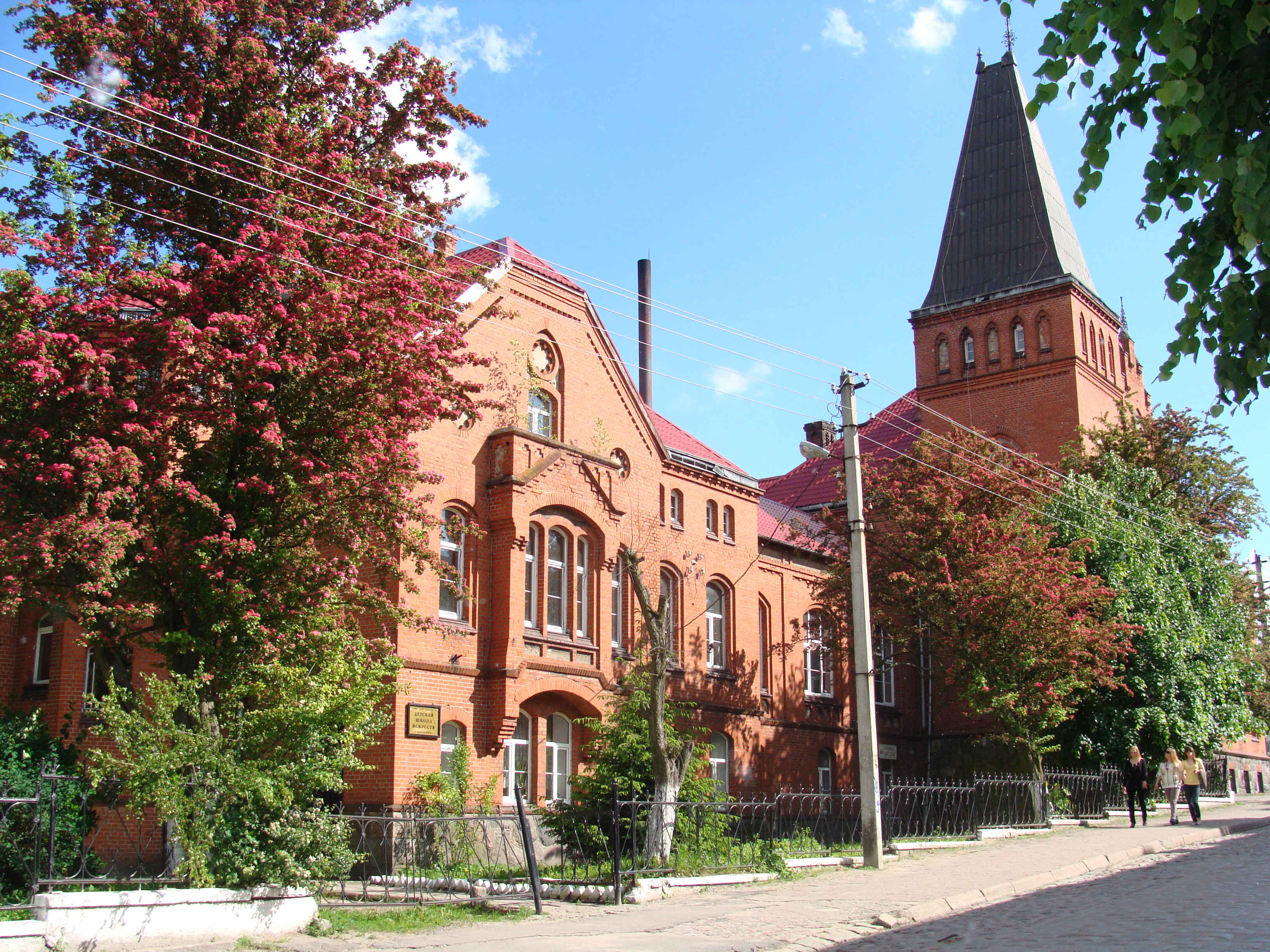
Gebäude der Kreisverwaltung Preußisch-Eylau von 1901

Der Kreis Preußisch Eylau war ein preußischer Landkreis in Ostpreußen, der von 1818 bis 1945 bestand. Im ersten Jahr seines Bestehens trug der Kreis den Namen Kreis Kreuzburg.

## Geschichte

### Königreich Preußen
Der größte Teil des Gebiets des späteren Kreises Preußisch Eylau gehörte seit der ostpreußischen Kreisreform von 1752 zum damaligen Kreis Brandenburg. Im Rahmen der preußischen Verwaltungsreformen ergab sich mit der „Verordnung wegen verbesserter Einrichtung der Provinzialbehörden“ vom 30. April 1815 die Notwendigkeit einer umfassenden Kreisreform in ganz Ostpreußen, da sich die 1752 eingerichteten Kreise als unzweckmäßig und zu groß erwiesen hatten. Zum 1. Februar 1818 wurde im Regierungsbezirk Königsberg der preußischen Provinz Ostpreußen der neue Kreis Kreuzburg eingerichtet. Er umfasste zunächst die Kirchspiele Brandenburg, Dexen, Dollstädt, Jesau, Kreuzburg, Lichtenhagen, Mahnsfeld, Mühlhausen, Pörschken, Preußisch Eylau, Schmoditten, Tharau und Uderwangen. Das Landratsamt war zunächst in Kreuzburg.
Am 1. April 1819 wurden die Grenzen, der Name und die Kreisstadt des Kreises noch einmal geändert. Entsprechend seiner neuen Kreisstadt Preußisch Eylau hieß der Kreis nun Kreis Preußisch Eylau. Die Kirchspiele Albrechtsdorf, Borken, Buchholz, Canditten, Eichhorn, Gutenfeld, Landsberg, Peisten, Petershagen und Reddenau aus dem Kreis Zinten bzw. Heiligenbeil sowie das Kirchspiel Almenhausen/Abschwangen
aus dem Kreis Friedland kamen neu zum Kreis Preußisch Eylau. Gleichzeitig wechselten die Kirchspiele Brandenburg und Pörschken aus dem Kreis Preußisch Eylau in den Kreis Heiligenbeil sowie die Kirchspiele Lichtenhagen und Mahnsfeld aus dem Kreis Preußisch Eylau in den Landkreis Königsberg i. Pr.
Ab dem 13. April 1824 gehörte der Kreis durch den Zusammenschluss der beiden preußischen Provinzen zur neuen Provinz Preußen (Realunion ab 3. Dezember 1829).

### Norddeutscher Bund und Deutsches Reich
Seit dem 1. Juli 1867 gehörte der Kreis zum Norddeutschen Bund und ab dem 1. Januar 1871 zum Deutschen Reich. Nach der Teilung der Provinz Preußen in die neuen Provinzen Ostpreußen und Westpreußen wurde der Kreis Preußisch Eylau am 1. April 1878 Bestandteil Ostpreußens.
Zum 16. Februar 1878 wurde das bisher kommunalfreie Vorwerk Banditten aus dem Kreis Preußisch Eylau in den Kreis Heiligenbeil eingegliedert und am 23. Oktober 1886 trat die Besitzung Dichtenwalde vom Landkreis Königsberg zum Kreis Preußisch Eylau.
Zum 30. September 1928 fand im Kreis Preußisch Eylau wie im übrigen Freistaat Preußen eine Gebietsreform statt, bei der nahezu alle Gutsbezirke aufgelöst und benachbarten Landgemeinden zugeteilt wurden. Anlässlich dieser gebietlichen Generalbereinigung wurde am 1. November 1928 auch die Kreisgrenze leicht verändert. An diesem Tag wechselten die Gutsbezirke Bonschen, Glommen, Karolinenhof und Keegels aus dem Kreis Bartenstein (bis 1927: Kreis Friedland) in den Kreis Preußisch Eylau. Um 1933 hatte der Kreis Preußisch-Eylau bei einer Gesamtfläche von 1233 Quadratkilometern rund 48.400 Einwohner.
Am 1. April 1936 wechselten die beiden Gemeinden Ardappen und Spittehnen aus dem Kreis Preußisch Eylau in den Kreis Bartenstein
Während der Ostpreußischen Operation (1945) wurde das Kreisgebiet durch die Rote Armee besetzt. Die nördliche Kreishälfte kam gemäß dem Potsdamer Abkommen unter sowjetische Verwaltung und gehört heute zur russischen Exklave Kaliningrad. Die südliche Kreishälfte wurde unter polnische Verwaltung gestellt und gehört heute zur polnischen Woiwodschaft Ermland-Masuren. Die im polnisch verwalteten Teilgebiet nach Kriegsende verbliebene deutsche Bevölkerung wurde in der Folgezeit von den örtlichen polnischen Verwaltungsbehörden vertrieben.
Der niedersächsische Landkreis Verden übernahm im Jahr 1955 eine Patenschaft für den Kreis Preußisch Eylau. Hieraus entwickelte sich 1993 eine Partnerschaft zu den Nachfolgekommunen des Landkreises im russischen Rajon Bagrationowsk und im polnischen Powiat Bartoszycki.

### Einwohnerentwicklung
| Jahr | Einwohner | Quelle |
| ---- | --------- | ------ |
| 1818 | 20.487    | [ 4 ]  |
| 1846 | 43.354    | [ 5 ]  |
| 1871 | 55.269    | [ 6 ]  |
| 1890 | 52.924    | [ 7 ]  |
| 1900 | 50.507    | [ 7 ]  |
| 1910 | 48.746    | [ 7 ]  |
| 1925 | 48.405    | [ 7 ]  |
| 1933 | 49.774    | [ 7 ]  |
| 1939 | 53.209    | [ 7 ]  |

## Religionen
Konfessionsstruktur des Kreises Preußisch-Eylau im Jahre 1939:
| Evangelisch:   | 92,7 % |
| Katholisch:    | 4,9 %  |
| „Gottgläubig“: | 0,6 %  |
| Glaubenslos:   | 0,0 %  |
| Sonstige:      | 1,8 %  |
Etwa 20 Personen waren jüdischen Glaubens.

## Politik

### Landräte
- 18180000000Ludwig von Oldenburg
- 1818–182000Schoenemann (komm.)
- 1820–184000Goswin von Brederlow
- 1840–185700Karl von Heyden

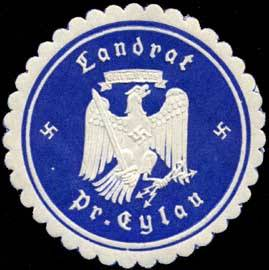
Siegelmarke Landrat Pr. Eylau W0285380

- 1857–185800Friedrich Wilhelm von Deutsch (komm.)
- 1858–187600Willibald von Kalckstein
- 1876–187700Albrecht Oberg (komm.)
- 1877–188600Bruno Fornet
- 1886–189500Oskar von Saucken
- 1895–190100Carl von Elern
- 1901–191500Gustav von Keudell
- 1915–191700Fritz Dunkelbeck (komm.)
- 1917–192200Werner von Rappard
- 1922–193800Herbert Neumann
- 1938–193900Heinrich von Bünau (komm.)
- 1939–194100Helmut Berendt
- 1941–194200Görlitz (vertretungsweise)
- 1942–194500Martin Neumann (vertretungsweise)[8]

### Wahlen
Im Deutschen Kaiserreich bildete der Kreis Preußisch Eylau zusammen mit dem Kreis Heiligenbeil den Reichstagswahlkreis Königsberg 5.

### Kommunalverfassung
Der Kreis Preußisch Eylau gliederte sich in Städte, in Landgemeinden und – bis zu deren nahezu vollständigem Wegfall – in Gutsbezirke.
Mit Einführung des preußischen Gemeindeverfassungsgesetzes vom 15. Dezember 1933 gab es ab dem 1. Januar 1934 eine einheitliche Kommunalverfassung für alle Gemeinden. Mit Einführung der Deutschen Gemeindeordnung vom 30. Januar 1935 trat zum 1. April 1935 die im Deutschen Reich gültige Kommunalverfassung in Kraft, wonach die bisherigen Landgemeinden nun als Gemeinden bezeichnet wurden. Diese waren in Amtsbezirken zusammengefasst. Zum 1. April 1938 wurde der neue Gutsbezirk Stablack geschaffen. Dieser umfasste den gleichnamigen Truppenübungsplatz der Wehrmacht. Seit dem 1. Januar 1939 bildete er gleichzeitig einen Amtsbezirk. Eine neue Kreisverfassung wurde nicht mehr geschaffen; es galt weiterhin die Kreisordnung für die Provinzen Ost- und Westpreußen, Brandenburg, Pommern, Schlesien und Sachsen vom 19. März 1881.

## Amtsbezirke
Die Landgemeinden und Gutsbezirke im Kreis Preußisch Eylau waren auf 35 Amtsbezirke verteilt (im Folgenden mit der heutigen Bezeichnung in Zuordnung zum Rajon Bagrationowsk (Kreis Preußisch Eylau) in der russischen Oblast Kaliningrad bzw. zum Powiat Bartoszycki (Kreis Bartenstein) in der polnischen Woiwodschaft Ermland-Masuren):

### Rajon Bagrationowsk/Rajon Prawdinsk
1. Abschwangen = Tischino (Тишино)
2. Althof = Orechowo (Орехово)
3. Arnsberg = Pobeda (Победа)
4. Blankenau = Jerschowo (Ершово)
5. Dexen = Nagornoje (Нагорное)
6. Kilgis = Krasnoarmeiskoje (Красноармейское)
7. Loschen = Lawrowo (Лаврово)
8. Moritten = Oktjabrskoje (Октябрьское)[10]
9. Mühlhausen = Gwardeiskoje (Гвардейское)
10. Naunienen = Berjosowka (Берёзовка)
11. Rositten = Bogatowo (Богатово)
12. Schrombehnen = Moskowskoje (Московское)
13. Sollnicken = Medowoje (Медовое)
14. Stablack = Dolgorukowo (Долгоруково)
15. Tharau = Wladimirowo (Владимирово)
16. Uderwangen = Tschechowo (Чехово)
17. Wackern = Jelanowka (Елановка)
18. Wittenberg = Niwenskoje (Нивенское) (bis 1930: Jesau = Juschny (Южный))
19. Wogau = Lermontowo (Лермонтово)

### Powiat Bartoszycki
1. Albrechtsdorf = Wojciechy
2. Alt Steegen[11]
3. Beisleiden = Bezledy
4. Borken = Borki
5. Buchholz = Bukowiec
6. Eichen = Dęby
7. Eichhorn = Wiewiórki
8. Glandau = Glądy
9. Groß Peisten = Piasty Wielkie
10. Nerfken = Nerwiki
11. Perscheln = Piersele
12. Reddenau = Rodnowo
13. Tolks = Tolko
14. Topprienen = Toprzyny
15. Wildenhoff = Dzikowo Iławeckie
16. Worienen = Woryny

## Gemeinden
Der Kreis Preußisch Eylau umfasste am Ende seines Bestehens 1945 drei Städte, 112 weitere Gemeinden und zwei gemeindefreie Gutsbezirke. Die Mehrzahl der damaligen Gemeinden liegt heute in Russland; die heute in Polen liegenden Gemeinden sind mit PL gekennzeichnet.
- Abschwangen
- Ackerau
- AlbrechtsdorfPL
- Almenhausen
- Alt SteegenPL
- Althof
- Arnsberg
- AugamPL
- Bandels-SandPL
- BartelsdorfPL
- Bekarten
- Blankenau
- BlumsteinPL
- Bönkeim
- BorchertsdorfPL
- BorkenPL
- BuchholzPL
- DixenPL
- Döbnicken
- Dollstädt
- EichenPL
- EichhornPL
- FinkenPL
- Frisching
- GlandauPL
- Glauthienen
- GrauschienenPL
- Graventhien
- Groß Dexen
- Groß Lauth
- Groß Sausgarten
- Grünbaum
- GrünwaldePL
- GuttenfeldPL
- HanshagenPL
- HoofePL
- HoppendorfPL
- Hussehnen
- Jesau
- KandittenPL
- Kavern
- Kilgis
- Klaussen
- Klein Sausgarten
- Kniepitten
- Kreuzburg (Ostpr.), Stadt
- KromargenPL
- Krücken
- KumkeimPL
- Kutschitten
- Lampasch
- Landsberg (Ostpr.)PL, Stadt
- LegdenPL
- Lewitten
- Lichtenfelde
- Liepnicken
- Loschen
- MollwittenPL
- Moritten
- Mostitten
- Mühlhausen
- Naunienen
- Neucken
- NeuendorfPL
- Packerau
- PappertenPL
- ParöskenPL
- PeistenPL
- PetershagenPL
- Pompicken
- Porschkeim
- PoschloschenPL
- Posmahlen
- PowarschenPL
- Preußisch Eylau, Stadt
- PudelkeimPL
- QuehnenPL
- ReddenauPL
- Roditten
- Rositten
- RothenenPL
- SangnittenPL
- Schlauthienen
- Schmoditten
- Schnakeinen
- SchönwiesePL
- Schrombehnen
- Seeben
- Serpallen
- SieslackPL
- Sollau
- Sollnicken
- SortlackPL
- Stablack, Gutsbezirk
- Strobehnen
- Tenknitten
- Tharau
- Thomsdorf
- Tiefenthal
- TolksPL
- TopprienenPL
- Trinkheim
- Uderwangen
- Vierzighuben
- Wackern
- WangnickPL
- WarschkeitenPL
- WeischnurenPL
- WildenhoffPL
- Wittenberg
- Wogau
- WorglittenPL
- WorienenPL
- WorschienenPL
- Wöterkeim
- Zehlaubruch, Gutsbezirk
- Zohlen-PerschelnPL

### Vor 1945 aufgelöste Gemeinden
- Adlig Sollau, am 28. Juni 1927 zu Sollau
- Ardappen, am 1. April 1936 zum Kreis Bartenstein
- Barslack, am 30. September 1928 zu Döbnicken
- Bornehnen, am 1. April  1938 zum Gutsbezirk Stablack
- Dingort, am 30. September 1928 zu Moritten
- Domtau, am 30. September 1928 zu Schlauthienen
- Globuhnen, am 30. September 1928 zu Sollnicken
- Groß Haferbeck, am 30. September 1928 zu Ackerau
- Kirschitten, am 30. September 1928 zu Tolks
- Klein Dexen, am 1. April  1938 zum Gutsbezirk Stablack
- Kohsten, am 30. September 1928 zu Weischnuren
- Königlich Sollau, am 28. Juni 1927 zu Sollau
- Leidtkeim, am 30. September 1928 zu Schmoditten
- Marguhnen, am 30. September 1928 zu Bartelsdorf
- Moddien, am 30. September 1928 zu Wöterkeim
- Neu Park, am 30. September 1928 zu Arnsberg
- Orschen, am 1. April  1938 zum Gutsbezirk Stablack
- Rimlack, am 30. September 1928 zu Quehnen
- Sand, am 30. September 1928 zu Bandels-Sand
- Schewecken, am 30. September 1928 zu Tenknitten
- Schloditten, am 1. April 1929 zu Schmoditten
- Schultitten, am 1. April 1936 zu Schrombehnen
- Schwadtken, am 30. September 1928 zu Topprienen
- Spittehnen, am 1. April 1936 zum Kreis Bartenstein
- Stettinnen, am 30. September 1928 zu Worglitten
- Storchnest, am 1. Januar 1929 zu Strobehnen
- Tappelkeim, am 30. September 1928 zu Bartelsdorf
- Unruh, am 30. September 1928 zu Uderwangen
- Wilmsdorf, am 30. September 1928 zu Glauthienen
- Wonditten, am 1. April  1938 zum Gutsbezirk Stablack
- Wormen, am 30. September 1928 zu Worschienen
- Woymanns, am 13. Januar 1904 zum Gutsbezirk Woymanns
- Zehsen, am 30. September 1928 zu Rothenen

### Ortsnamen
Im Jahre 1938 und auch schon früher wurden Ort mit fremdländisch klingenden Namen in  „deutschfreundlicher“ Weise umbenannt:
- Groß Wolla → Großwallhof (1928)
- Klein Wolla → Kleinwallhof (1928)
- Lawdt → Groß Lauth (1934)
- Verlorenwalde → Randenau (1905)

## Persönlichkeiten
- Friedrich von Heyden-Nerfken (1789–1851), Schriftsteller und Oberregierungsrat
- Gustav von Deutsch (1825–1878), Oberst im Sezessionskrieg
- Karl von Heyden-Nerfken (1796–1857), Landrat in Preußisch Eylau (1840–1857)
- Wolfgang Kapp (1858–1922), Verwaltungsjurist, Putschist